# Filmåret 1892

## Födda
- 1 januari – Sven d'Ailly, svensk operasångare, lutaspelare, teaterregissör och skådespelare.
- 13 februari – Elsa Carlsson, svensk skådespelare.
- 16 februari – Carl Auen, tysk skådespelare.
- 26 mars – Otto Adelby, svensk statistskådespelare.
- 27 mars – John Degerberg, svensk skådespelare.
- 8 april – Mary Pickford, amerikansk skådespelare, manusförfattare och producent.
- 24 april – Pierre Maudru, fransk manusförfattare och regissör.
- 5 maj – Gösta Sandin, svensk filmproducent.
- 16 juni – Theodor Berthels, svensk skådespelare, regissör och manusförfattare.
- 28 juni – Torsten Hillberg, svensk skådespelare.
- 3 juli – Greatrex Newman, brittisk författare och manusförfattare.
- 16 juli – Bertil Ehrenmark, svensk skådespelare.
- 2 augusti – Jack Warner, amerikansk filmbolagsdirektör och filmproducent.
- 5 augusti – John Wallin, svensk skådespelare.
- 3 september – Karl Kinch, svensk skådespelare, teaterledare, regissör och operettsångare (tenor).
- 8 september – Tottan Skantze, svensk skådespelare.
- 9 september – Tsuru Aoki, japansk-amerikansk skådespelare.
- 21 september – Olof Ås, svensk inspicient och skådespelare.
- 23 oktober – Gummo Marx, amerikansk skådespelare, en av Bröderna Marx.
- 31 oktober – Olof Thiel, svensk filmproducent och kompositör.
- 28 november – Rudolf Wendbladh, svensk skådespelare, regissör och teaterchef.

## Årets filmer
- Boxing[1]
- Le Clown et ses chiens[2]
- Fencing[3]
- A Hand Shake[4]
- Man on Parallel Bars[5]
- Pauvre Pierrot[6]
- Le Prince de Galles[7]
- Un bon bock[8]
- Wrestling[9]

### Fotnoter
1. ↑  IMDB, läst 1 mars 2012
2. ↑  IMDB, läst 1 mars 2012
3. ↑  IMDB, läst 1 mars 2012
4. ↑  IMDB, läst 1 mars 2012
5. ↑  IMDB, läst 1 mars 2012
6. ↑  IMDB, läst 1 mars 2012
7. ↑  IMDB, läst 1 mars 2012
8. ↑  IMDB, läst 1 mars 2012
9. ↑  IMDB, läst 1 mars 2012